# Ramonchamp
Ramonchamp là một xã ở tỉnh Vosges, vùng Grand Est, Pháp. Xã này có diện tích 15,74 km² dân số năm 1999 là 1912 người. Xã này nằm ở khu vực có độ cao từ 454–903 m trên mực nước biển. 
Người dân địa phương danh xưng tiếng Pháp là Ramoncenais.

## Biến động dân số
| 1962                                         | 1968 | 1975 | 1982 | 1990 | 1999 |
| -------------------------------------------- | ---- | ---- | ---- | ---- | ---- |
| 1712                                         | 1751 | 2099 | 2076 | 1985 | 1912 |
| Số liệu từ năm 1962: Dân số không tính trùng |      |      |      |      |      |